# Amnèsia dissociativa
L'amnèsia dissociativa o amnèsia psicògena és un trastorn de la memòria caracteritzat per una pèrdua de memòria episòdica retrògrada sobtada, que es produeix durant un període que va des d'hores fins a anys. Més recentment, l'amnèsia dissociativa s'ha definit com un trastorn dissociatiu, caracteritzat per llacunes de memòria reportades retrospectivament. Aquestes llacunes comporten una incapacitat per recordar informació personal, generalment de caràcter traumàtic o estressant. A diferència del DSM-IV, al DSM-5 la fugida dissociativa ara s'inclou sota l'amnèsia dissociativa.
A diferència del típic trastorn de la memòria (propi de l'amnèsia orgànica) una persona amb amnèsia psicògena és profundament incapaç de recordar informació personal sobre ella mateixa; hi ha una manca de coneixement conscient que afecta fins i tot l'autoconeixement més simple, com ara qui és. L'amnèsia psicògena es distingeix de l'amnèsia orgànica en el fet que no hi ha evidència de cap dany cerebral estructural o lesió cerebral, sinó que és l'estrès psicològic el que la precipita, per la qual cosa la concepció de l'amnèsia psicògena com a trastorn de memòria és controvertida.

## Definició
L'amnèsia psicògena es caracteritza per la presència d'amnèsia retrògrada (incapacitat per recuperar records emmagatzemats anteriors a l'inici de l'amnèsia) i per l'absència d'amnèsia anterògrada (incapacitat per formar nous records a llarg termini). L'accés a la memòria episòdica pot ser obstruït, mentre que el grau de deteriorament de la memòria a curt termini, la memòria semàntica i la memòria procedimental varia entre els casos. Si es veuen afectats altres processos de memòria, se solen afectar molt menys que la memòria autobiogràfica retrògrada, que es considera com a distintiu de l'amnèsia psicògena. Tanmateix, l'àmplia variabilitat del deteriorament de la memòria entre els casos d'amnèsia psicògena planteja qüestions sobre els seus veritables criteris neuropsicològics, ja que malgrat l'estudi intens d'un ampli ventall de casos, hi ha poc consens sobre els dèficits de memòria específics de l'amnèsia psicògena.
La literatura suggereix que l'amnèsia psicògena pot ser 'específica de la situació' o 'global-transitòria'; la primera es refereix a la pèrdua de memòria per a un incident determinat, i la segona es relaciona amb grans llacunes amnèsiques retrògrades de fins a molts anys en la identitat personal. Els exemples més citats d'amnèsia psicògena de tipus global transitori són els “estats de fugida”, en els quals hi ha una pèrdua retrògrada sobtada de memòria autobiogràfica que es tradueix en un deteriorament de la identitat personal i que normalment va acompanyada d'un període de deambulació errant. Els casos sospitosos d'amnèsia psicògena han estat molt reportats a la literatura des de 1935, quan va ser descrita per Abeles i Schilder. Hi ha moltes anècdotes clíniques d'amnèsia psicògena o dissociativa atribuïdes a estressors que van des de casos d'abús sexual infantil fins a soldats que tornaven de combat.

## Causa
La causa neurològica de l'amnèsia psicògena és controvertida. Fins i tot en els casos d'amnèsia orgànica, on hi ha lesions o danys estructurals al cervell, cal tenir precaució a l'hora de definir la causalitat, ja que només es pot produir un deteriorament de la memòria a les zones del cervell crucials per al processament de l'memòria. Les causes orgàniques d'amnèsia poden ser difícils de detectar i sovint es poden barrejar tant la causa orgànica com els desencadenants psicològics. El fet de no trobar una causa orgànica pot conduir al diagnòstic d'amnèsia psicològica, però és possible que algunes causes orgàniques puguin romandre per sota del llindar de detecció, mentre que d'altres malalties neurològiques són orgàniques inequívocament (com ara la migranya) tot i que no hi ha cap dany funcional. També s'ha de tenir en compte una possible simulació. Alguns investigadors han advertit contra el fet que l'amnèsia psicògena es converteixi en un diagnòstic "residual" quan l'amnèsia orgànica no sigui evident. Altres investigadors s'han afanyat a defensar la noció d'amnèsia psicògena i el seu dret a no ser destituïda com a trastorn clínic. Els diagnòstics d'amnèsia psicògena s'han reduït des de l'aparició de l'amnèsia global transitòria, cosa que suggereix, almenys, algun sobrediagnòstic previ. També existeix escepticisme sobre l'amnèsia psicògena a causa de les seves similituds amb l'amnèsia retrògrada pura, ja que totes dues comparteixen una pèrdua de memòria retrògrada similar. No obstant, malgrat no hi hagi evidents danys funcionals ni lesions cerebrals en el cas de l'amnèsia retrògrada pura, a diferència de l'amnèsia psicògena no es creu que els detalls purament psicològics o "desencadenants psicogènics" siguin rellevants per a aquesta. Els desencadenants psicològics com l'estrès emocional són habituals a la vida quotidiana, tot i que l'amnèsia retrògrada pura es considera molt rara. A més, la possibilitat que el dany orgànic caigui per sota del llindar de detecció no significa necessàriament que no hi sigui present, i és molt probable que tant factors psicològics com causes orgàniques existeixin en l'amnèsia retrògrada pura.

### Comparació amb l'amnèsia orgànica
Se suposa que l'amnèsia psicògena difereix de l'amnèsia orgànica de diverses maneres. Una d'elles és que, a diferència de l'amnèsia orgànica, es creu que l'amnèsia psicògena es produeix quan no hi ha cap dany estructural al cervell o lesió cerebral. En canvi, els desencadenants psicològics són considerats com a precedents de l'amnèsia psicògena i, de fet, molts estudis de casos que evidencien amnèsia psicògena provenen d'experiències traumàtiques com ara la Segona Guerra Mundial. Tanmateix, com s'ha esmentat anteriorment, l'etiologia de l'amnèsia psicògena és controvertida ja que la causalitat no sempre és clara (vegeu el paràgraf anterior), i ambdós elements (estrès psicològic i amnèsia orgànica) poden estar presents entre els casos. Sovint, però no necessàriament, hi ha present una història premòrbida de malalties psiquiàtriques com la depressió conjuntament amb els desencadenants d'estrès psicològic. La manca d'evidències psicològiques que precipiten l'amnèsia no vol dir que no n'hi hagi; fins i tot s'han documentat traumes infantils com a desencadenants d'amnèsia en etapes vitals posteriors. No obstant, amb aquest argument es corre el risc que l'amnèsia psicògena es converteixi en un terme paraigua, englobant qualsevol amnèsia on no existeixi cap causa orgànica aparent. A causa que l'amnèsia orgànica sovint és difícil de detectar, diferenciar entre amnèsia orgànica i psicògena no és senzill i sovint es consideren les experiències precipitadores (per exemple, si hi ha hagut abús de drogues) així com la simptomatologia que presenta el pacient. Se suposa que l'amnèsia psicògena difereix qualitativament de l'amnèsia orgànica en tant que la pèrdua retrògrada de la memòria autobiogràfica, conjuntament amb la preservació de la memòria semàntica, es considera específica de la primera. Una altra diferència que s'ha citat entre l'amnèsia orgànica i la psicògena és el gradient temporal de pèrdua retrògrada de la memòria autobiogràfica. Es creu que el gradient temporal de la pèrdua de memòria en la majoria dels casos d'amnèsia orgànica és més abrupte en el seu període més recent, mentre que per a l'amnèsia psicògena és més aviat constant. Tot i que hi ha molta literatura sobre l'amnèsia psicògena com a diferent a l'amnèsia orgànica, la distinció entre trets neurològics i psicològics sovint és difícil de realitzar i continua sent controvertida.

## Diagnòstic
Per a l'amnèsia dissociativa, es pot avaluar a nivell funcional l'activitat cerebral, mitjançant tècniques d'imatge com la fMRI, la PET i l'EEG. Algunes investigacions han suggerit que l'amnèsia orgànica i psicògena comparteixen en certa manera la implicació de les mateixes estructures de la regió fronto-temporal del cervell. S'ha suggerit que els dèficits en la memòria episòdica poden ser atribuïbles a una disfunció en el sistema límbic, mentre que els dèficits d'autoconcepte s'han suggerit com a atribuïbles a canvis funcionals relacionats amb l'escorça parietal posterior. S'ha de reiterar, però, que cal tenir molta cura quan s'intenta definir la causalitat, ja que només és possible un raonament ad hoc sobre l'etiologia de l'amnèsia psicògena, cosa que significa que la causa i la conseqüència poden ser impossibles de desvincular.

## Tractament
Com que l'amnèsia psicògena es defineix per la seva manca de danys físics al cervell, el tractament amb mètodes físics és complicat. No obstant això, la distinció entre pèrdua de memòria orgànica i dissociativa s'ha descrit com un primer pas essencial en els tractaments efectius. Tractaments en el passat han intentat alleujar l'amnèsia psicògena tractant la ment mateixa, guiada per teories que van des de nocions basades en la “teoria de la traïció” fins a la pèrdua de memòria atribuïda al maltractament prolongat per part dels cuidadors, o a l'amnèsia com a forma d'auto-càstig en un sentit freudià, amb l'eliminació de la identitat personal com a alternativa al suïcidi.
Els intents de tractament sovint han girat al voltant d'intentar descobrir quin fet traumàtic havia provocat l'amnèsia, i fàrmacs com els barbitúrics administrats per via intravenosa (sovint descrits com a “sèrum de la veritat”) van ser populars com a tractament de l'amnèsia psicògena durant la Segona Guerra Mundial (més endavant van ser substituïts per benzodiazepines). Es va pensar que els fàrmacs del "sèrum de la veritat" funcionaven fent una memòria dolorosa més tolerable alleujant la força d'una emoció lligada a una memòria. Sota la influència d'aquests fàrmacs de la veritat, el pacient parlaria més fàcilment del que li havia passat. Tanmateix, la informació derivada de pacients sota la influència de fàrmacs com els barbitúrics era una barreja de veritat i fantasia i, per tant, no es considerava científica a l'hora de recopilar proves precises d'esdeveniments passats. Sovint el tractament tenia com a objectiu tractar el pacient en general, i probablement variava a la pràctica en diferents llocs. La hipnosi també va ser popular com a mitjà per obtenir informació de la gent sobre les seves experiències passades, però de la mateixa manera que els fàrmacs de la veritat només servia per rebaixar el llindar de la suggestibilitat i que el pacient parlés més fàcilment, però no necessàriament de veres. Si no hi havia cap motiu aparent i directe per a l'amnèsia, normalment es buscaven motius més profunds preguntant més intensament al pacient, sovint juntament amb la hipnosi i els fàrmacs de la veritat. Tanmateix, en molts casos, es va trobar que els pacients es recuperaven espontàniament de la seva amnèsia per compte propi, per la qual cosa no calia un tractament.

## Cultura popular
L'amnèsia psicògena és un dispositiu argumental de ficció habitual en moltes pel·lícules, llibres i altres mitjans. En són exemples el Rei Lear de Shakespeare, que va experimentar amnèsia i bogeria després d'una traïció per part de les seves filles; o el personatge Nina a l'òpera de Nicolas Dalayrac de 1786.